# Kompania Straży Honorowej (Litwa)
Kompania Straży Honorowej (lit. Garbės sargybos kuopa) – utworzona w 1991 roku kompania reprezentacyjna Litewskich Sił Zbrojnych wchodząca w skład Batalionu Sztabowego im. Wielkiego Księcia Litewskiego Giedymina reprezentująca litewską armię na uroczystościach państwowych i za granicą.

## Historia
Po odzyskaniu przez Litwę niepodległości, 4 września 1991 roku Vytautas Landsbergis, przewodniczący Rady Najwyższej Republiki Litewskiej wyszedł z inicjatywą utworzenia kompanii reprezentacyjnej oraz orkiestry wojskowej. Kompania Straży Honorowej powstała 14 listopada 1991 roku w ramach Brygady Szybkiego Reagowania. Do kompanii przydzielono żołnierzy z pierwszego poboru . 18 listopada rozpoczęli oni służbę, a już 23 listopada uczestniczyli w paradzie wojskowej .
29 grudnia 2004 roku Kompania Straży Honorowej została przeniesiona z Brygady Piechoty Zmechanizowanej „Żelazny Wilk” do Batalionu Sztabowego im. Wielkiego Księcia Litewskiego Giedymina .
W 2006 roku rozpoczęto projekt mający na celu utworzenie w ramach Straży Honorowej oddziału historycznego prezentującego uzbrojenie XIV-wiecznych litewskich wojów. W efekcie działań grupy roboczej, pasjonatów i specjalistów, dokonano rekonstrukcji zbroi i oręża z tamtego okresu. W 2009 roku został utworzony Pluton Historyczny, specjalizujący się historycznych ceremoniach wojskowych, w tym w użyciu średniowiecznej litewskiej broni w walce wręcz. Żołnierze tego plutonu reprezentują Litwę m.in. podczas inscenizacji bitwy pod Grunwaldem odbywających się co roku w Polsce .
Wraz z profesjonalizacją litewskiej armii w ramach Kompanii Straży Honorowej został utworzony w 2008 roku Pluton Pokazowy Straży Honorowej, specjalizujący się w rzucaniu i wirowaniu bronią. Od 2010 roku 2 pluton uczestniczył gościnnie w szkoleniach i ćwiczeniach jednostek wywiadowczych. Stało się to bodźcem do utworzenia w 2012 roku, z inicjatywy dowódcy i żołnierzy tego pododdziału, Plutonu Rozpoznania .

## Zadania
Do zadań Straży Honorowej należy reprezentowanie Litwy i Litewskich Sił Zbrojnych podczas uroczystości państwowych oraz za granicą kraju. Do obowiązków kompanii należy również zapewnienie przygotowania siedziby dowództwa litewskiego wojska oraz jego ochrona .

## Struktura
Kompania Straży Honorowej składa się z dowództwa, drużyny zaopatrzenia i serwisu oraz ośmiu plutonów Straży Honorowej, w tym Plutonu Rozpoznawczego, Plutonu Pokazowego i Plutonu Historycznego. Każdy pluton złożony jest z dowództwa i trzech drużyn .

## Umundurowanie
Podczas wykonywania zadań reprezentacyjnych członkowie Kompanii Straży Honorowej występują w mundurach paradnych trzech rodzajów sił zbrojnych: sił lądowych, sił powietrznych i marynarki, zaś żołnierze Plutonu Historycznego w rekonstrukcji XIV-wiecznych zbroi straży przybocznej władcy litewskiego .

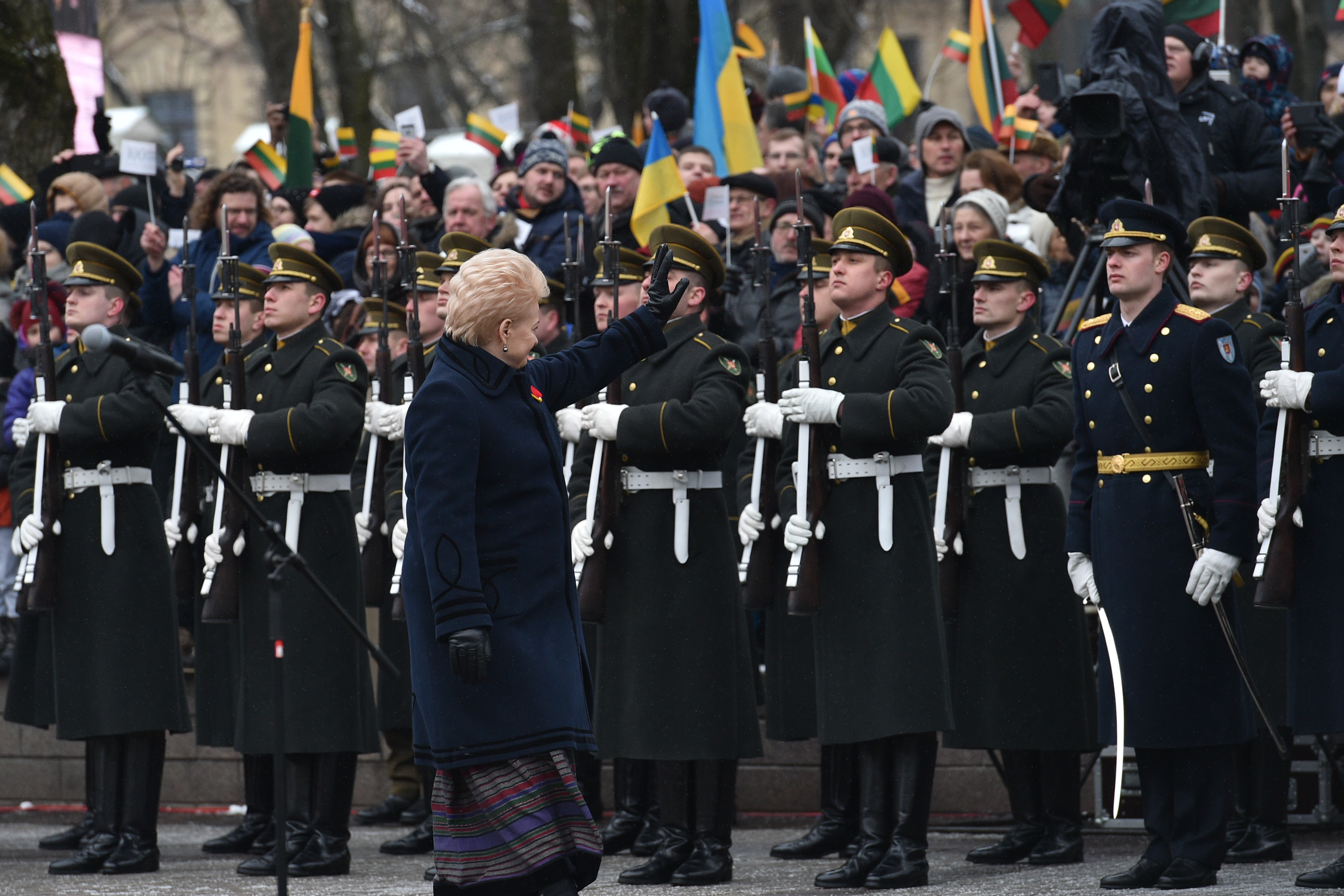
Straż Honorowa (w mundurach sił lądowych i powietrznych) podczas obchodów 100. rocznicy odbudowy Państwa Litewskiego
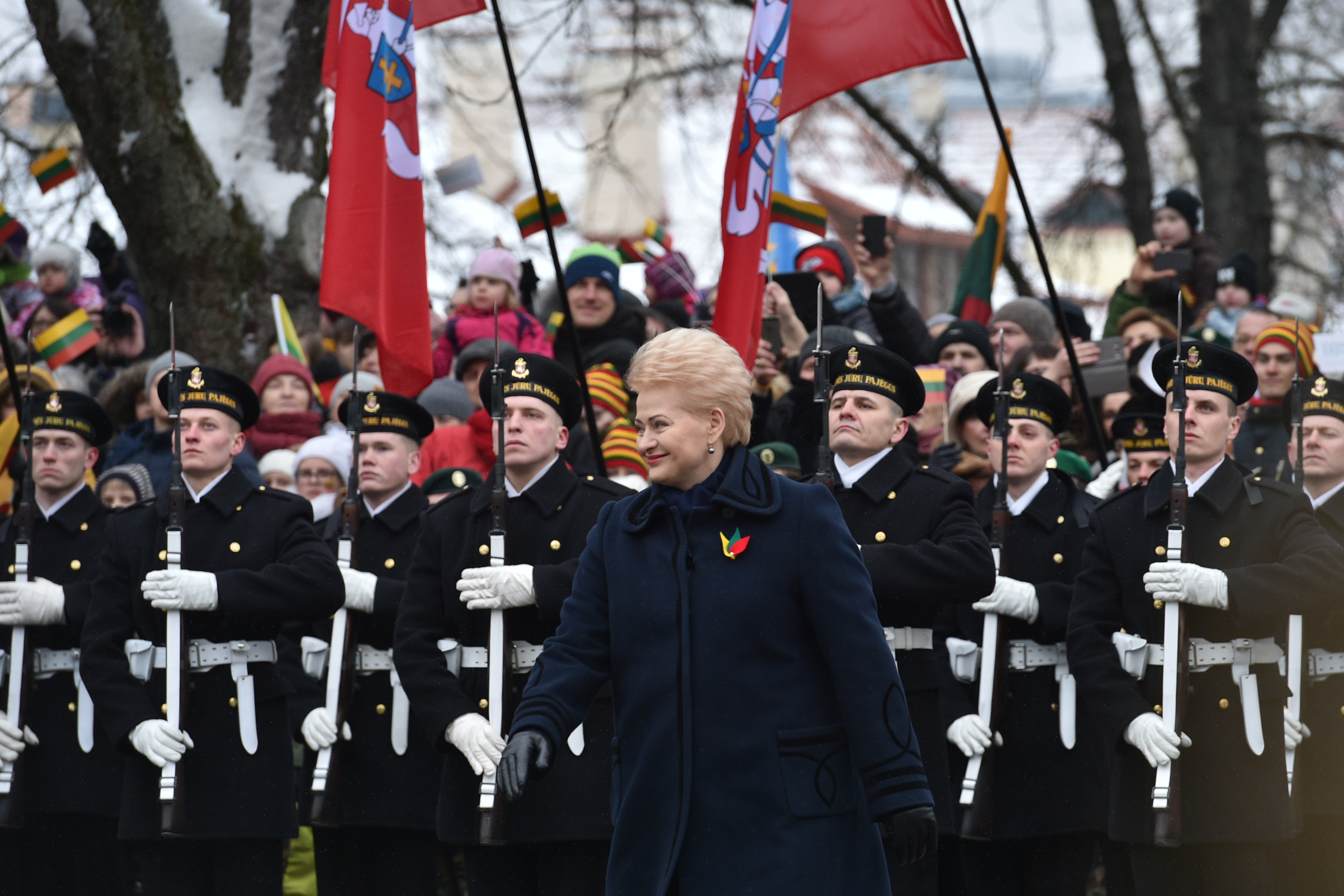
Straż Honorowa (w mundurach marynarki wojennej) podczas obchodów 100. rocznicy odbudowy Państwa Litewskiego
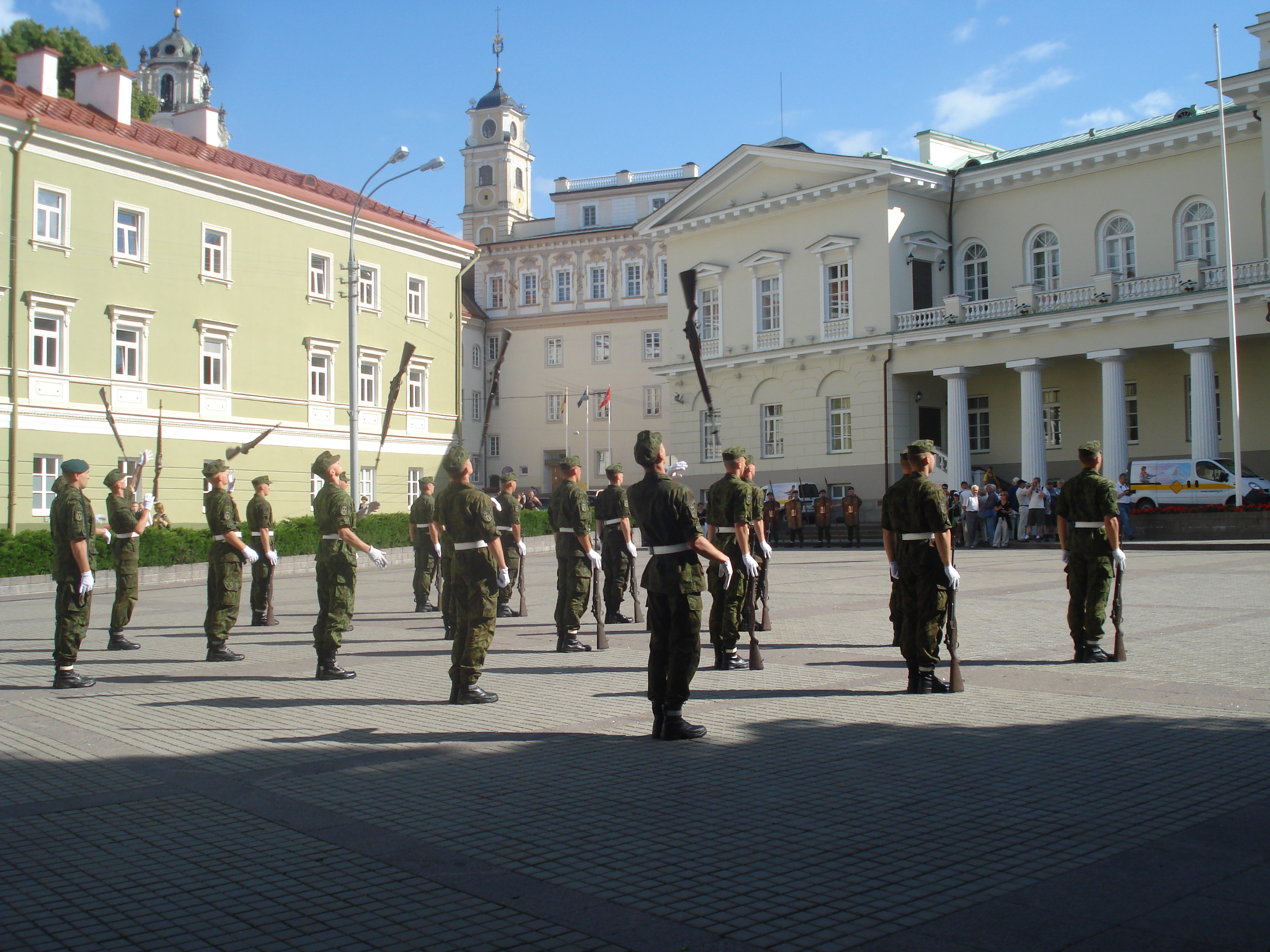
Straż Honorowa podczas ćwiczeń pokazu przed Pałacem Prezydenckim w Wilnie
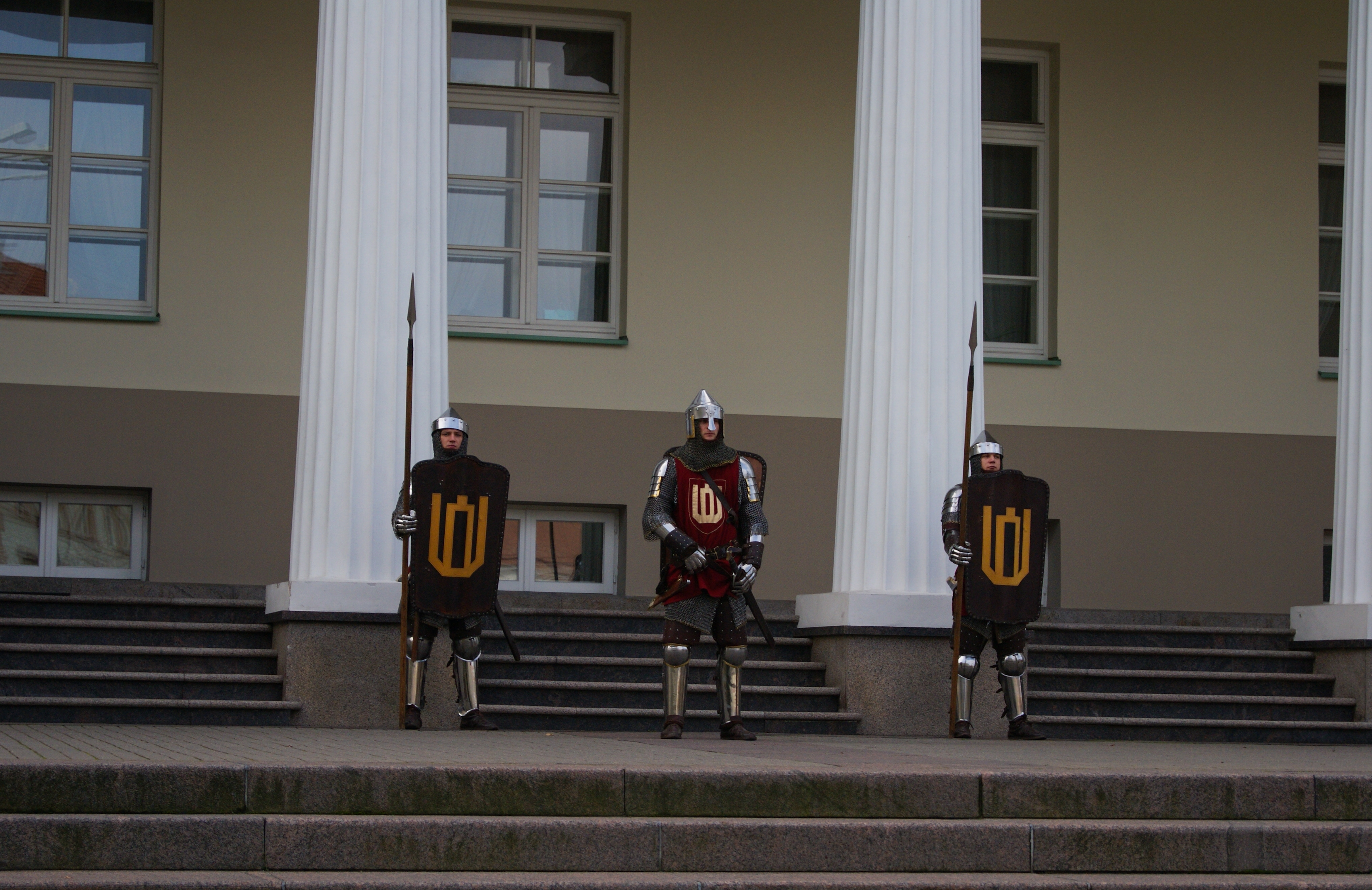
Straż Honorowa w mundurze historycznym przed Pałacem Prezydenckim w Wilnie